# Cowley (Wyoming)
Cowley es un pueblo ubicado en el condado de Big Horn en el estado estadounidense de Wyoming. En el año 2010 tenía una población de 655 habitantes y una densidad poblacional de 123.58 personas por km².

## Geografía
Cowley se encuentra ubicado en las coordenadas 44°53′0.78″N 108°28′10.52″O / 44.8835500, -108.4695889. Según la Oficina del Censo, la localidad tiene un área total de 5,3 km² (2 mi²), de la cual 5,2 km² (2 mi²) es tierra y 0,1 km² (0 mi²) (1.47%) es agua.

### Localidades adyacentes
El siguiente diagrama muestra a las localidades en un radio de 60 kilómetros (37,3 mi) de Cowley.

## Demografía
En el 2000 la renta per cápita promedia del hogar era de $38.750, y el ingreso promedio para una familia era de $39.722. El ingreso per cápita para la localidad era de $14.964. En 2000 los hombres tenían un ingreso per cápita de $31.848 contra $20.000 para las mujeres. Alrededor 7.2 de la población estaba bajo el umbral de pobreza nacional.